# عزلة العساكرة (ريمة)
عزلة العساكرة هي إحدى عزل مديرية بلاد الطعام في محافظة ريمة اليمنية ويبلغ تعداد سكانها 3361 نسمة حسب التعداد السكاني في اليمن لعام 2004.